# Aeroméxico

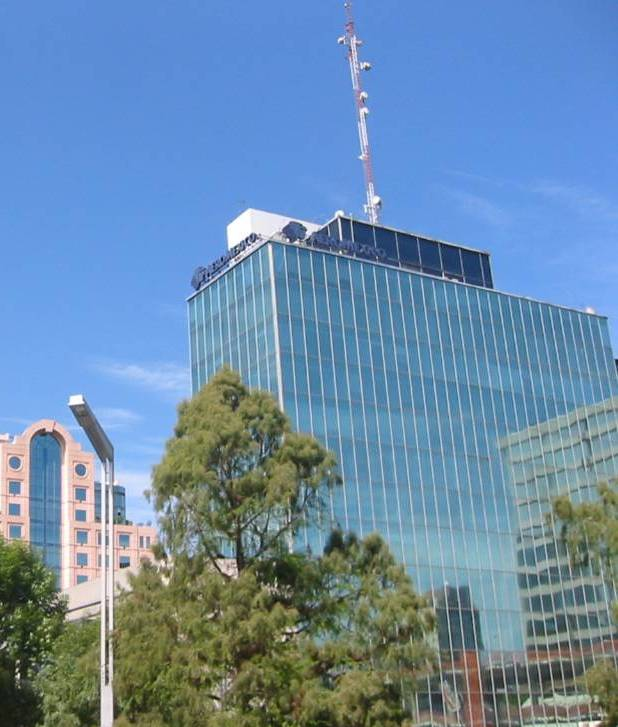
Sediul Aeroméxico

Aeroméxico este compania națională areriană a Mexicului. Aeroporturile de unde pleacă cursele Aeromexico sunt : Mexico City, Cancun și Monterrey. Compania face parte din Sky Team. În septembrie 2010 compania opera cu 44 de avioane în 45 de destinații.

## Destinații
Vedeți : Destinații Aeromexico

Compania are parteneriate cu :Copa Airlines, El Al, Japan Airlines, LAN Airlines, Guarda Indonesia.

## Flota
Flota Aeromexico consta în (din iulie 2010):
Aeroméxico operează cele mai lungi zboruri din lume cu Boeing 767-200ER și Boeing 767-300ER .